# Андре Дельво
Андре́ Дельво́ (фр. André Delvaux; нар. 21 березня 1926, Геверле, Бельгія — 4 жовтня 2002, Валенсія, Іспанія) — бельгійський кінорежисер, автор ігрових і документальних фільмів.

## Біографія
Андре Дельво народився 21 березня 1926 року в місті Геверле, що в провінції Фламандський Брабант у Бельгії. Закінчив Брюссельський королівський університет за фахом «германська філологія»; паралельно отримав музичну освіту в Королівської консерваторії. У середині 1950-х років викладав нідерландську мову і літературу, а також вів цикл бесід про кіно на ТБ (у тому числі про творчість Федеріко Фелліні, Жана Руша, кінематограф Польщі).

### Документальні фільми
У 1956—1962 роках Дельво зняв декілька документальних стрічок. Потім, звернувшись до ігрового кінематографу, він продовжував час від часу працювати в документальному кіно. Зокрема, ним були створені фільми про нідерландського художника XV століття Дірка Баутса (Met Dieric Bouts, 1975) та актора і режисера Вуді Аллена (To Woody Allen from Europe with Love, 1980).

### Художні фільми
У 1962 році Андре Дельво зняв короткометражний художній фільм «Час школярів» про проблеми підліткового віку. У 1965 році поставив психологічний фільм «Людина з голеним черепом», який отримав високу оцінку критиків і відразу ж позначив прихильність Дельво до магічного реалізму. Історія адвоката, що покохав свою ученицю (Беата Тишкевич), і який поступово втрачає адекватне сприйняття світу, була виконана режисером на високому професійному рівні. Наступна робота режисера, «Одного разу увечері в потягу» (у головних ролях знялися Ів Монтан і Анук Еме), торкнулася не лише проблеми співвідношення реальності і фантазії, але і надзвичайно гострої для Бельгії теми взаємодії валлонської і фламандської культур.
Численні нагороди завоював фільм Дельво «Побачення у Бре» (за новелою Жульєна Грака; у головних ролях — Анна Каріна і Бюль Ож'є), дія якого розгортається в період першої світової війни. Більш традиційний і гостросоціальний характер має фільм «Жінка між собакою і вовком» (історія любовного трикутника, дві з трьох сторін якого — учасник Опору і колабораціоніст). Фільм «Бенвенута» (у головних ролях — Вітторіо Гассман і Фанні Ардан), несе на собі деякий відбиток естетичності. Останньою значною роботою Дельво стала екранізація роману Маргеріт Юрсенар «Філософський камінь» (точніша назва — «Стадія нігредо») з Джан Марія Волонте в головній ролі. Дія фільму розгортається у Фландрії XVI століття.
У 1996 році король Бельгії Альберт II присвоїв Андре Дельво титул барона.

### Смерть режисера
У жовтні 2002 року Андре Дельво брав участь у міжнародному форумі на тему громадянської відповідальності кіномистецтва, що проходив у Валенсії (Іспанія). 4 жовтня невдовзі після свого виступу режисер помер від серцевого нападу.

## Пам'ять
У 2010 році в Бельгії засновано професійну кінематографічну організацію, яка отримала назву на честь режисера — Академія Андре Дельво. Діяльність Академії спрямована на просування і розвиток бельгійського кіно. Крім того вона присуджує щорічну Премію Магрітт, яка є головною кінематографічною нагородою Бельгії.

## Фільмографія (вибіркова)
- 1965: «Людина з голеним черепом» (De Man die zijn haar kort liet knippen)
- 1968: «Одного разу увечері в потягу» (Un soir, un train)
- 1971: «Побачення у Бре» (Rendez-vous à Bray)
- 1973: «Красуня» (Belle)
- 1979: «Жінка між собакою і вовком» (інші варіанти перекладу назви: «Жінка у сутінках», «Жінка в передсвітанкову годину» — Een Vrouw tussen hond en wolf, за романом і сценарієм Іво Міхельса)
- 1983: «Бенвенута» (Benvenuta)
- 1988: «Філософський камінь» (інші варіанти перекладу назви — «Алхімік», «Стадія нігредо» — L'Œuvre au noir)

## Визнання
| Нагороди та номінації Андре Дельво    | Нагороди та номінації Андре Дельво          | Нагороди та номінації Андре Дельво          | Нагороди та номінації Андре Дельво |
| Рік                                   | Категорія                                   | Фільм                                       | Результат                          |
| ------------------------------------- | ------------------------------------------- | ------------------------------------------- | ---------------------------------- |
| Британський інститут кінематографії   |                                             |                                             |                                    |
| 1966                                  | Сазерленд Трофі                             | Людина, яка коротко стриглася               | Перемога                           |
|                                       |                                             |                                             |                                    |
| 1971                                  | Приз Луї Деллюка                            | Приз Луї Деллюка                            | Перемога                           |
| Берлінський міжнародний кінофестиваль |                                             |                                             |                                    |
| 1971                                  | Золотий ведмідь                             | Побачення у Бре                             | Номінація                          |
| Міжнародний кінофестиваль у Чикаго    |                                             |                                             |                                    |
| 1972                                  | Гран-прі Золотий Г'юго                      | Побачення у Бре                             | Номінація                          |
| 1973                                  | Гран-прі Золотий Г'юго                      | Побачення у Бре                             | Номінація                          |
| 1983                                  | Гран-прі Золотий Г'юго                      | Бенвенута                                   | Номінація                          |
| Каннський міжнародний кінофестиваль   |                                             |                                             |                                    |
| 1973                                  | Золота пальмова гілка                       | Красуня                                     | Номінація                          |
| 1979                                  | Золота пальмова гілка                       | Жінка між собакою і вовком                  | Номінація                          |
| 1988                                  | Золота пальмова гілка                       | Філософський камінь                         | Номінація                          |
| Монреальський кінофестиваль           |                                             |                                             |                                    |
| 1983                                  | Спеціальний приз журі                       | Бенвенута                                   | Перемога                           |
| Премія «Сезар»                        |                                             |                                             |                                    |
| 1984                                  | Найкращий франкомовний фільм                | Бенвенута                                   | Номінація                          |
| Премія Жозефа Плато                   |                                             |                                             |                                    |
| 1988                                  | Найкращий бельгійський режисер              | Філософський камінь                         | Перемога                           |
| 1991                                  | Премія за життєвий внесок                   | Премія за життєвий внесок                   | Перемога                           |
| Кінофестиваль Фанташпорту             |                                             |                                             |                                    |
| 1996                                  | Спеціальна нагорода за досягнення і кар'єрі | Спеціальна нагорода за досягнення і кар'єрі | Перемога                           |
| Премія Магрітт                        |                                             |                                             |                                    |
| 2011                                  | Почесний «Магрітт»                          | Почесний «Магрітт»                          | Перемога                           |